# Keibetsu Shiteita Aijou
«Keibetsu Shiteita Aijou» (яп. 軽蔑していた愛情 Кэйбэцу Ситэита Айдзё, «Любовь, которую я презирала») — третий мейджор-сингл японской идол-группы AKB48, вышедший в Японии 18 апреля 2007 года. Заглавная песня исполнялась сембацу из 16 человек.

## Список композиций
| №                   | Название                                     | Автор(ы)                     | Длительность |
| ------------------- | -------------------------------------------- | ---------------------------- | ------------ |
| 1.                  | «Keibetsu Shiteita Aijou» (軽蔑していた愛情) | Ясуси Акимото, Ёсимаса Иноуэ | 4:18         |
| 2.                  | «Namida Uri no Shoujo»                       | Акимото, Иноуэ               | 4:38         |
| 3.                  | «Keibetsu Shiteita Aijou (Instrumental)»     | Акимото, Иноуэ               | 4:18         |
| 4.                  | «Namida Uri no Shoujo (Instrumental)»        | Акимото, Иноуэ               | 4:38         |
| Общая длительность: | Общая длительность:                          | Общая длительность:          | 17:53        |

## Чарты
| Чарт (2007)   | Наивыс. позиция |
| ------------- | --------------- |
| Oricon Weekly | 8               |